# Sierrasteroma adoptiva
Sierrasteroma adoptiva är en fjärilsart som beskrevs av Gustav Weymer 1909. Sierrasteroma adoptiva ingår i släktet Sierrasteroma och familjen praktfjärilar. Inga underarter finns listade i Catalogue of Life.